# スティーブン・ピンカー
スティーブン・アーサー・ピンカー（英語: Steven Arthur Pinker、1954年9月18日 - ）は、カナダ・モントリオール生まれのアメリカ合衆国の実験心理学者、認知心理学者。2009年現在はハーバード大学で心理学教授。近年は人類史・科学的根拠に基づいた啓蒙主義論客として知られる。

## 業績
専門分野は視覚的認知能力と子供の言語能力の発達である。ノーム・チョムスキーの生成文法の影響を受け、脳機能としての言語能力や、言語獲得の問題について研究し著作を発表している。言語が自然選択によって形作られた「本能」あるいは生物学的適応であるという概念を大衆化したことでよく知られている。この点では言語能力が他の適応の副産物であると考えるチョムスキーやその他の人々と対立する。
The Language Instinct (1994年、邦訳『言語を生みだす本能』)、How the Mind Works (1997年、邦訳『心の仕組み』)、Words and Rules (2000年)、The Blank Slate (2002年、邦訳『人間の本性を考える』)、The Stuff of Thought (2007)は数多くの賞を受賞し、いずれもベストセラーになった。特に『心の仕組み』と『人間の本性を考える』はピューリツァー賞の最終候補になった。また、2004年には米タイム誌の「最も影響力のある100人」に選ばれた。2005年にはプロスペクト誌、フォーリンポリシー誌で「知識人トップ100人」のうち一人に選ばれた。

## 経歴
カナダの中流のユダヤ人の家に生まれた。父親は法律家として教育を受けたが、訪問販売員として働いていた。母親は最初は主婦、その後は学生指導カウンセラー、高校の副校長となった。子供時代は、「文化的ユダヤ人 cultural Jewish」であったという。のちに無神論に転向した。また子供の頃は、1969年に市民暴動と警察の衝突を目撃するまで、無政府主義者だった。
1973年にモントリオールのドーソン・カレッジを卒業した。1976年にマギル大学で実験心理学の学士を、1979年にハーバード大学で博士号を取得した。1年間マサチューセッツ工科大学で研究を行った後、ハーバードとスタンフォード大学で助教授となった。1982年から2003年までMITの脳・認知科学科で教え、その間に認知神経科学センターのセンター長になった。またこの時期の間に一年間カリフォルニア大学サンタバーバラ校（進化心理学研究の拠点の一つでもある）でサバティカルを送っている。
2005年1月に、数学と科学的能力の性差について発言をし多くの人々の怒りを買ったハーバードの学長ローレンス・サマーズを弁護した。2006年3月にはアメリカヒューマニスト協会から、人類の進化の理解の普及に対してヒューマニスト・オブザイヤー賞を受賞した。
弟妹がおり、弟はカナダ政府の政策アナリストである。妹スーザン・ピンカーは教育心理学者で作家である。1980年にナンシー・エトコフと結婚し1992年に離婚した。その後イラビニル・サビアと結婚し再び離婚した。現在の妻は哲学者、小説家レベッカ・ゴールドスタインである。

## 言語と心の理論
ピンカーは子どもがどのように言語を獲得するか、およびチョムスキーの生得的な心的能力としての言語の研究について大衆向けに書いた『言語を生みだす本能』でよく知られている。またピンカーは進化的に発達した言語モジュールを提案したが、この主張は目下議論が継続中である。さらに、彼は人間の多くの精神的構造が適応であると提案する。この点でチョムスキーとピンカーの立場は異なる。また進化に関する論争においてピンカーはダニエル・デネット、リチャード・ドーキンスの主要な同盟者である。
彼は、ヒトの精神を「我々の祖先が更新世に直面した問題を乗り越えるために専門化された、ひとそろいのツール（あるいはモジュール）を備えたアーミーナイフのようなものだ」と考える進化心理学の伝統に従っている。ピンカーと他の進化心理学者はこのツールが他の器官と同じように自然選択によって形作られたと考えている。ピンカーはこの視点を『心の仕組み』と『人間の本性を考える』で一般向けに論じた。『言語を生みだす本能』はジェフリー・サンプソンの『The 'Language Instinct' Debate』で批判された。マイケル・トマセロも有力な批判者の一人である。また彼の理論を支える生得主義の仮定はジェフリー・エルマンの『認知発達と生得性』で批判された。

## 社会思想
ピンカーは、理性、科学、ヒューマニズム、進歩という啓蒙主義の理念を重視し、我々は啓蒙主義の恩恵を蒙りながら、そのことにあまりにも慣れてしまっているという。その一方で、マルクス主義やアナーキズム、環境運動などを批判する。

### 世界の貧困からの脱出
農業技術の進歩は、環境や伝統農業を破壊し、自然に反して、大企業に利益をもたらすだけだと環境運動家らによって攻撃されているが、こうした非難は、農業技術の進歩による飢饉の克服といった事実を見ようとしない不当なものだとピンカーはいう。人類は近代以前には数十年ごとに飢饉に襲われてきたが、1700年から2013年までの間に1日一人あたり供給カロリーは、先進国でも途上国でも、また富裕層だけでなく貧困層においても上昇し、また、栄養不足による子供の発育不全も、先進国でも貧困国においても減少した。20世紀なかばから70年間で世界の人口は50億人増加したにも関わらず、飢餓率は減少した。
20世紀末から21世紀にかけて、109の発展途上国のうち70ヵ国が所得倍増という高度成長を遂げ、2008年には一人当たりGDPの世界平均が、1964年の西欧のレベルに達した。しかも、富裕層が富裕になったというだけでなく、極貧も根絶されつつあり、世界全体に中流階級が広がっている。産業革命初期の1800年には世界人口の95%が極度の貧困に置かれていたが、2000年頃には30-40%に減少した。富は昔から金鉱脈のようにあるとみなされがちだが、紀元1年から1800年までは世界の豊かさ (世界総生産) は大差なかったのに対して、1820年から1900年までに世界の所得は3倍になり、21世紀現在には、1820年のほぼ100倍となった。つまり、富は増大し、貧困は減少したのであり、さらに、技術の進歩によって、衣服、医療、冷蔵庫、携帯電話、ウィキペディア、ノートパソコン、経口避妊薬などを現代人は利用できるようになっており、総生産の増大以上に人類は豊かになった。
世界の貧困からの脱出を可能にしたのは、
- １）科学の応用による物質的生活の向上
- 2) モノとサービスとアイデアの交換を促進する制度の構築 - 18世紀イギリスで縁故主義から開かれた経済に置き換えられ、誰とでも取引できるようになり、その取引を、法規、財産権、法的強制力のある契約、銀行といった、個人的つながりではない、信任義務に基づいた制度が人々の経済行動を支えるようになった[9]。
- 3) 商業精神の評価 - 貴族・宗教・軍事文化においては商業は下品で腐敗したものとみなされていたが、18世紀のイギリスとオランダや啓蒙思想において商業精神は、派閥間・宗派間の憎悪を克服する力があるとみなされるようになった。啓蒙主義は、「どうしたら救われるのか」という問いを、「どうしたら幸せになるのか」という現実的な問いに置き換えたとピンカーは指摘する[9]。

### マルクス主義批判
20世紀の飢饉によって7000万人が死亡したが、その80%は共産主義国家が強引にすすめた集団農場、懲罰的な没収、全体主義的な計画経済が原因であった。その実例としては、ロシア革命とその後の内戦および第二次世界大戦後のソ連の飢饉、ウクライナに対する計画的な大飢饉ホロドモール(1932-33)、毛沢東による大躍進政策(1958-61)、ポル・ポトによる圧政(1975-79)、１９９０年代の北朝鮮の大飢饉 （苦難の行軍)などがあり、20世紀の飢餓の最大要因は共産主義と政府の無策にあった。また、共産主義イデオロギーを採用した独立したアジア・アフリカ諸国が、大規模な集団農場化、自給自足を促すための輸入制限、食料品の価格統制などの政策を行ったことで、悲惨な結果を招いた。
ピンカーは、マルクス主義者は、自分が北朝鮮よりも韓国に、また、かつての東ドイツよりも西ドイツに住みたいと思う理由を説明する義務があるにもかかわらず、それをせずに、現実の歴史を無視していると批判する。
また、歴史上もっとも環境を汚染したのは資本主義国家ではなく共産主義国家であり、毛沢東は大製鉄・製鋼運動で、原始的な溶鉱炉で重工業化を目指したが、鉄としては使い物にならなかっただけでなく、経済生産高に比した二酸化炭素排出量が史上最大だった。
ピンカーは、知識人がマルクス主義を好むのは、計画経済では知識人がトップダウンで指導する特別な立場に就任できるが、市場経済では無数の人々の意思決定からボトムアップで富が生産されていくため知識人が経済を操作したりできる特別な役割がないからだと指摘する。無数の人々の情報伝達で自生的秩序が登場する「見えざる手」よりも、「階級闘争」や「政府による計画」といった解決策のほうが知識人にとっては理解しやすいのであるとピンカーはいう。

### アナーキズム批判
アナーキズム人類学者のデヴィッド・グレーバーとウェングローの『万物の黎明』では、狩猟採集民や古代人の生活は現代よりも危険で過酷であった、というピンカーやジャレド・ダイアモンドらを批判し、過去の世界の豊かさや平和さが強調されている。ピンカーは、マシュー・ホワイトも『殺戮の世界史』で述べるように、中国の軍閥時代やメキシコの内戦時代、17世紀ロシアの動乱時代では、政府が弱すぎたことが原因で大量の犠牲が発生したのであり、無政府状態では政府が存在する状態よりもずっと死者が増えやすいと反論する。
また、ルトガー・ブレグマンは『Humankind 希望の歴史』で、本来の人間は利他的で、平和な生き物であり、平和で協力的な社会を築くことは可能であるとし、ピンカーを「人間は利己的だとするイデオロギーをもたらした」と批判した。ピンカーは、ブレグマンのような議論は、戦争や虐殺や奴隷制などの暴力や搾取が長く続いた現実を説明できないし、「人間の本性は優しい」という考えは妄想でしかないし、「世界がこうあってほしい」という規範に関する主張のために、「世界はこうである」という事実に関する主張をする「道徳主義の誤謬」に落ちており、希望と事実を混同しているという。「人間の本性は平和で利他的である」という心地よい幻想は、人々は自発的に協力するので、法律や政府が必要なくなるとするアナーキズムと親和的であるが、実際に無政府状態だったアメリカの西部開拓時代、シチリア島やスコットランドのハイランド地方、中国の山岳地帯などでは、部族的な争いや血で血を洗う復讐が多発し、政府のある社会と無政府社会とを体系的に比較すれば、無政府社会の方が暴力の頻度が高いとピンカーは反論する。人間には、暴力的な本能が存在するが、人間はその本能を抑制することが可能であり、「本性であるから変えられない」といった運命論を述べてはいないとピンカーは反論する。

## 著書

### 単著
- Language Learnability and Language Development (1984)
- Visual Cognition (1985)
- Connections and Symbols (1988)
- Learnability and Cognition: The Acquisition of Argument Structure (1989)
- Lexical and Conceptual Semantics (1992)
- The Language Instinct (1994)
  - 椋田直子訳『言語を生みだす本能 』日本放送出版協会〈NHKブックス〉（上下）、1995年
- How the Mind Works (1997)
  - 椋田直子・山下篤子訳『心の仕組み――人間関係にどう関わるか』日本放送出版協会〈NHKブックス〉（上中下）、2003年 
    - 新版『心の仕組み』筑摩書房〈ちくま学芸文庫〉（上下）、2013年
- Words and Rules: The Ingredients of Language (1999)
- The Blank Slate: The Modern Denial of Human Nature (2002) 
  - 山下篤子訳『人間の本性を考える――心は「空白の石版」か』NHKブックス（上中下）、2004年
    - 新版『人間の本性を考える』ちくま学芸文庫（上下）、2025年2月
- The Best American Science and Nature Writing (editor and introduction author, 2004)
- Hotheads (an extract from How the Mind Works, 2005) ISBN 978-0-14-102238-3
- The Stuff of Thought: Language as a Window into Human Nature (2007) 
  - 幾島幸子・桜内篤子訳『思考する言語 ――「ことばの意味」から人間性に迫る』NHKブックス（上中下）、2009年
- The Better Angels of Our Nature: Why Violence Has Declined (2011) 
  - 幾島幸子・塩原通緒訳『暴力の人類史』青土社（上下）、2015年
- Language, Cognition, and Human Nature: Selected Articles (2013)
- The Sense of Style: The Thinking Person's Guide to Writing in the 21st Century (September 30, 2014)
- Enlightenment Now: The Case for Reason, Science, Humanism, and Progress (February 13, 2018)
  - 橘明美・坂田雪子訳『21世紀の啓蒙 ――理性、科学、ヒューマニズム、進歩』草思社（上下）、2019年／草思社文庫、2023年
- Rationality: What It Is, Why It Seems Scarce, Why It Matters (September 28, 2021)
  - 橘明美訳『人はどこまで合理的か』草思社（上下）、2022年

### 論文・エッセイ
- Selective compilation of articles and other works, hosted at Harvard faculty pages
- Pinker, S. (1991). “Rules of Language”. Science 253 (5019):  530–535. doi:10.1126/science.1857983. PMID 1857983.
- Ullman, M.; Corkin, S.; Coppola, M.; Hickok, G.; Growdon, J. H.; Koroshetz, W. J.; Pinker, S. (1997). “A neural dissociation within language: Evidence that the mental dictionary is part of declarative memory, and that grammatical rules are processed by the procedural system”. Journal of Cognitive Neuroscience 9:  289–299.
- Pinker, S. (2003) "Language as an adaptation to the cognitive niche" In M. Christiansen & S. Kirby (Eds.), Language evolution: States of the Art New York: Oxford University Press.
  - 野村泰幸訳「認知的ニッチへの適応としての言語」、ナターリア・L・コマーロヴァ、ジェームズ・R・ハーフォード、マーティン・A・ノヴァク共著、野村泰幸編訳『言語進化とはなにか――ことばが生物学と出会うとき』大学教育出版、2006年、所収。
- Pinker, S. (2005). “So How Does the Mind Work?”. Mind and Language 20 (1):  1–24. doi:10.1111/j.0268-1064.2005.00274.x.
- Jackendoff, R.; Pinker, S. (2005). “The nature of the language faculty and its implications for evolution of language" (Reply to Fitch, Hauser, & Chomsky)”. Cognition 97 (2):  211–225. doi:10.1016/j.cognition.2005.04.006.
- Pinker, S. (2007), "In Defense of Dangerous Ideas" Chicago Sun-Times, July 15, 2007
- Pinker, S. (2012). "The False Allure of Group Selection". Edge, Jun 19, 2012.
- Pinker, S. (2013). Science Is Not Your Enemy. New Republic, Aug 6, 2013.
- Pinker, S. (2014). "The Trouble With Harvard: The Ivy League is broken and only standardized tests can fix it". New Republic, Sep 4, 2014.